# Slobidka, Illinți
Slobidka (în ucraineană Слобідка) este un sat în comuna Pavlivka din raionul Illinți, regiunea Vinnița, Ucraina.

## Demografie
Componența lingvistică a localității Slobidka
     Ucraineană (98,47%)
     Rusă (1,15%)
     Alte limbi (0,38%)
Conform recensământului din 2001, majoritatea populației localității Slobidka era vorbitoare de ucraineană (98,47%), existând în minoritate și vorbitori de rusă (1,15%).